# Ministerio de Agricultura (República Popular China)

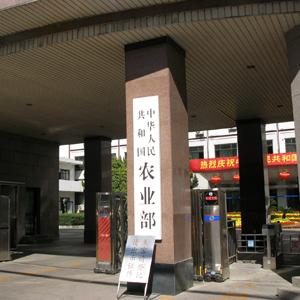
Ministerio de Agricultura de la República Popular China.

El Ministerio de Agricultura (MOA) fue una agencia estatal ejecutiva dentro del gobierno de la República Popular China. Sus responsabilidades fueron asumidas por el Ministerio de Agricultura y Asuntos Rurales el 19 de marzo de 2018. Las áreas de responsabilidad incluían cuestiones agrícolas y ambientales relacionadas con la agricultura, la pesca, los asuntos de consumo, la ganadería, la horticultura, el bienestar animal, los productos alimenticios, la caza y la gestión de caza, así como la educación superior y la investigación en el campo de las ciencias agrícolas.
El ministerio tenía su sede en Pekín.

## Lista de Ministros de Agricultura
| Número         | Nombre                         | Asumió el cargo    | Dejó el cargo      |
| -------------- | ------------------------------ | ------------------ | ------------------ |
| 1              | Li Shucheng                    | Octubre de 1949    | Septiembre de 1954 |
| 2              | Liao Luyan (廖鲁言)            | Septiembre de 1954 | 1966               |
| puesto abolido |                                |                    |                    |
| —              | actuando Jiang Yizhen (江ン真) |                    |                    |
| 3              | Sha Feng (沙风)                | Junio de 1970      | Enero de 1978      |
| 4              | Yang Ligong (杨功)             | Enero de 1978      | Febrero de 1979    |
| 5              | Huo Shilian (霍士廉)           | Febrero de 1979    | Marzo de 1981      |
| 6              | Lin Hujia (¢1乎加)             | Marzo de 1981      | Junio de 1983      |
| 7              | He Kang (何康)                 | Junio de 1983      | Junio de 1990      |
| 8              | Liu Zhongyi (刘ンン)           | Junio de 1990      | Marzo de 1992      |
| 9              | Liu Jiang (刘江)               | Marzo de 1992      | Marzo de 1998      |
| 10             | Chen Yaobang (陈耀邦)          | Marzo de 1998      | Agosto de 2001     |
| 11             | Du Qinglin                     | Agosto de 2001     | Diciembre de 2006  |
| 12             | Sol Zhengcai                   | Diciembre de 2006  | Noviembre de 2009  |
| 13             | Han Changfu                    | Diciembre de 2009  | Titular            |